# Kletz László
Kletz László Lajos (Szikszó, 1950. május 13. –)  Gálffy Ignác - , MSZOSZ-, Kondor Béla-,  Gyémánt- és Nívódíjas, állami és miniszteri kitüntetett, nemzetközileg jegyzett, Miskolcon élő képzőművész, képzőművészeti menedzser, a Diósgyőri Képzőművész Stúdió ’76 vezetője.

## Pályafutása
Pedagógus családban született, gyermekkorában Miskolc Martintelepre költözött a család.
1972-től Magyarország 96 városában több mint 250 alkalommal állított ki, melyből 60 önálló tárlat volt. 1975-ben megalapította és 1976 januárjától vezeti, menedzseli a Diósgyőri Képzőművész Stúdió ’76-ot, amely Magyarország első olyan országos képzőművészeti alkotóközössége, amely soha nem tartozott semmilyen intézményhez. Munkásságát minden rendszer egyformán elismerte és értékelte.
Alkotásai Európán kívül Amerikába is eljutottak.

## Díjai, kitüntetései
- Gálffy Ignác életműdíj , Miskolc ( 2024 )
- Kondor Béla képzőművészeti díj, Miskolc (2017)[2]
- Magyar Köztársasági Bronz Érdemkereszt  (2006)[3]